# Керрей, Чарльз
Чарльз Норман Э. Керрей (англ. Charles Norman E. Currey, 26 февраля 1916, Великобритания — 10 мая 2010) — британский яхтсмен, серебряный призёр летних Олимпийских игр 1952 года.
Родился в семье традиционно связанной с морской службой. Собирался сделать карьеру в ВМС Великобритании, однако вследствие болезни ему пришлось отказаться от этих планов. Во время Второй мировой войны служил на канонерской лодке. Закончил службу в чине лейтенанта.
Рассматривался в качестве кандидата в олимпийскую команду на летних Играх 1948 года в Лондоне, но не попал в её состав. На следующей Олимпиаде в Хельсинки (1952) завоевал серебряную медаль в классе «Финн».
По окончании карьеры становится управляющим директором Fairey Marine Company. Участвовал в пересмотре правил выступления парусных судов в классе «Финн». Его сын Алистер Керрей также был яхтсменом и представлял Великобританию на Олимпийских играх 1972 года.